# قرار مجلس الأمن التابع للأمم المتحدة رقم 1434
قرار مجلس الأمن التابع للأمم المتحدة رقم 1434، المتخذ بالإجماع في 6 أيلول / سبتمبر 2002، بعد إعادة التأكيد على جميع القرارات المتعلقة بالحالة بين إريتريا وإثيوبيا، وخاصة القرار 1430 (2002)، مدد المجلس ولاية بعثة الأمم المتحدة في إثيوبيا وإريتريا حتى 15 مارس 2003.
وأكد مجلس الأمن من جديد دعمه لعملية السلام بين البلدين والدور الذي تؤديه بعثة الأمم المتحدة في إثيوبيا وإريتريا في تيسير تنفيذ اتفاق الجزائر وقرار لجنة الحدود بشأن الحدود المشتركة. ورحب بإعلاني كل من إثيوبيا وإريتريا التنفيذ الكامل لالتزاماتهما، بما في ذلك إطلاق سراح أسرى الحرب، لكنه أعرب عن قلقه إزاء المضايقات عبر الحدود واختطاف المدنيين.
ومدد القرار ولاية بعثة الأمم المتحدة في إثيوبيا وإريتريا بمستوى القوات الحالي البالغ 4200 وفقا للقرار 1320 (2000). وسيجري رصد التقدم الذي يحرزه الطرفان في تنفيذ اتفاقاتهما، وسيستعرض المجلس الآثار المترتبة على عمليات نقل الأراضي أثناء ترسيم الحدود بالنسبة للبعثة.

## روابط خارجية
- نص القرار في undocs.org